# Erg (unitate de măsură)
Ergul (din grecește εργον ergon „muncă”, „ocupație”, „lucrare”) este o unitate de măsură a energiei, în sistemul CGS.
În Dicționarul de neologisme (1978), este oferită următoarea definiție a ergului: „unitate de măsură a energiei, a lucrului mecanic și a cantității de căldură, egală cu lucrul mecanic efectuat de forța de o dină care își deplasează punctul de aplicație cu 1 cm în direcția ei”.
1 erg = 1 g·cm2·s-2, adică:1 erg = = 10-7 W·s.  
1 erg = 10−7 J = 100 nJ
1 erg = 10−10sn·m  = 100 psn·m = 100 picosten-metri
1 erg = 624,15 GeV = 6.2415×1011 eV
1 erg = 1 dyn cm = 1 g·cm2/s2